# Königsdorf (Oberbayern)

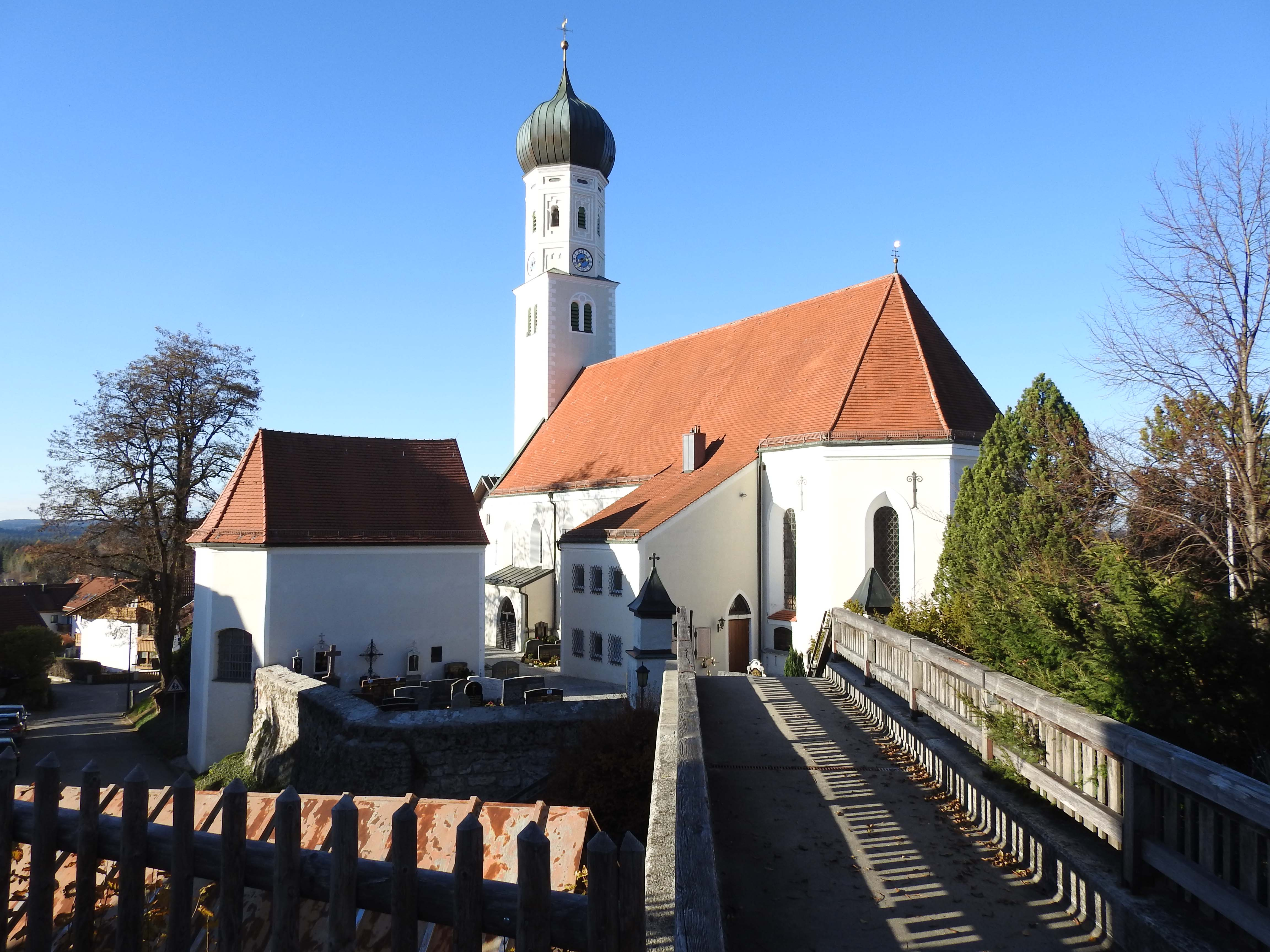
Pfarrkirche St. Laurentius mit Friedhofskapelle in Königsdorf

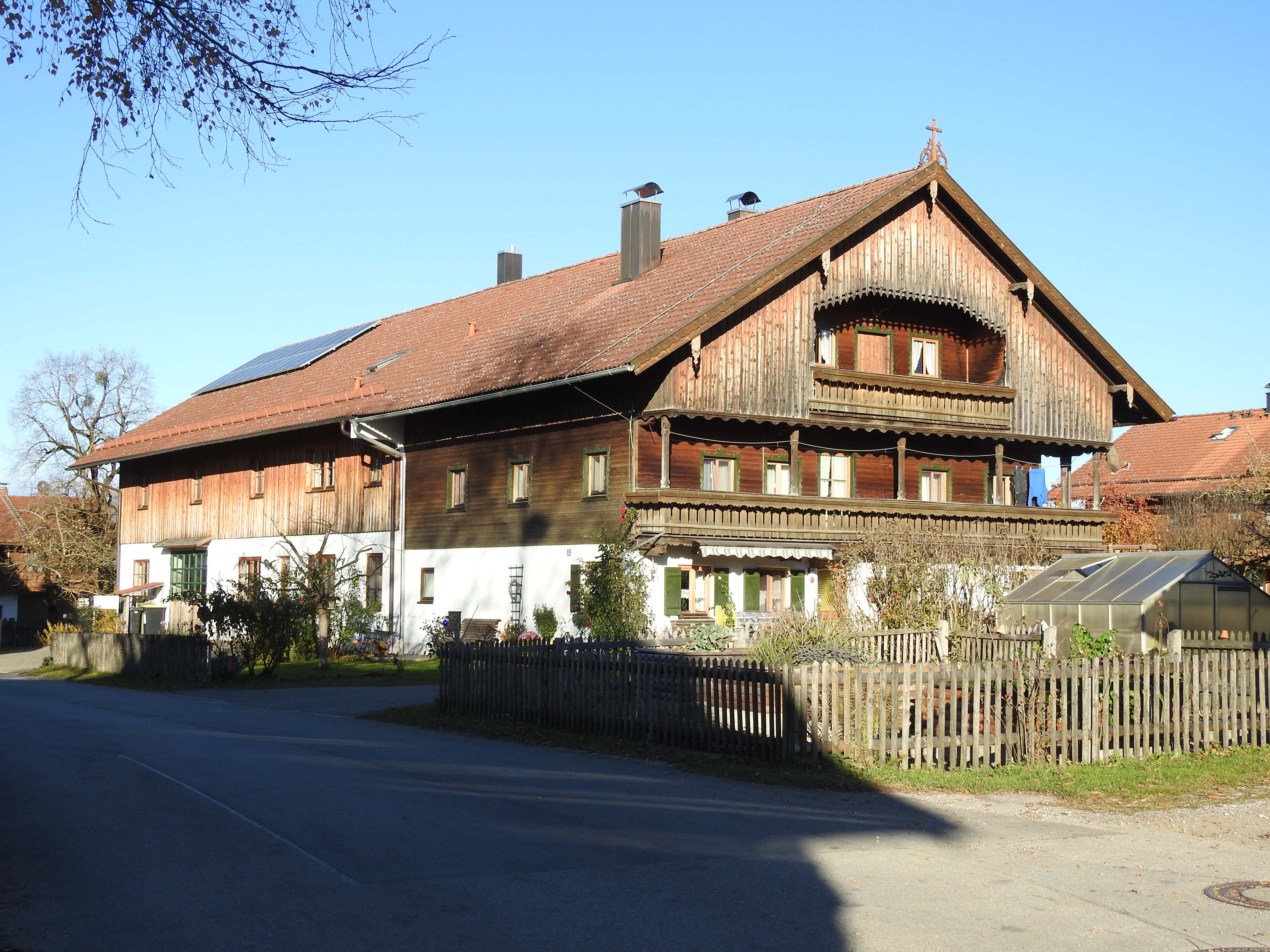
Bauernhaus im Ortsteil Osterhofen

Königsdorf ist eine Gemeinde im oberbayerischen Landkreis Bad Tölz-Wolfratshausen. Der gleichnamige Hauptort ist Sitz der Gemeindeverwaltung.

## Gemeindegliederung
Es gibt 23 Gemeindeteile (in Klammern ist der Siedlungstyp angegeben):
- Au (Einöde)
- Berg (Dorf)
- Boschhof (Weiler)
- Brand (Einöde)
- Brandl (Einöde)
- Graben (Dorf)
- Grafing (Einöde)
- Heigl (Weiler)
- Höfen (Dorf)
- Königsdorf (Pfarrdorf)
- Kreut (Weiler)
- Lindenrain (Einöde)
- Mooseurach (Dorf)
- Niederham (Dorf)
- Osterhofen (Dorf)
- Pföderl (Weiler)
- Rothmühle (Weiler)
- Schönrain (Dorf)
- Schuß (Einöde)
- Schwaighofen (Dorf)
- Sonnenhofen (Weiler)
- Wiesen (Dorf)
- Zellwies (Weiler)

## Geschichte

### Bis zur Gemeindegründung
Die erste urkundliche Erwähnung stammt von 778. Im 14. Jahrhundert; nach Aussterben der „Nobiles de Chumizdorf“, übernahm das Geschlecht der Höhenkircher die offene Hofmark Königsdorf und verkaufte diese während des Dreißigjährigen Krieges an das Kloster Benediktbeuern. In den Bairischen Landtafeln des Philipp Apian von 1568 wird der Ort noch als „Kumbsdorf“ bezeichnet.
Am 16. Dezember 1705 fand im Wirtshaus „Post“ in Königsdorf ein Treffen von je drei Wirten aus München und Tölz statt. Christian Probst berichtet über das von Johann Jäger organisierte Gespräch, in dem die Befreiung Münchens geplant wurde. Diese schlug fehl und ging als „Sendlinger Mordweihnacht“ in die Geschichte ein.
Königsdorf wurde im Zuge der Verwaltungsreformen in Bayern 1818 eine selbständige politische Gemeinde.

### 20. Jahrhundert
Das Gelände der ehemaligen „Oberen Rothmühle“ wurde von 1936 bis 1945 von der Hitlerjugend als sogenanntes Hochlandlager genutzt. Nach dem Ende des Zweiten Weltkriegs wurde dieses Lager aufgelöst und dem DP-Lager Föhrenwald angegliedert. Es diente in der folgenden Zeit unter anderem zur Ausbildung von Überlebenden des Holocaust zu Offizieren des neu zu gründenden Staates Israel. Die Ausbildung unter der Leitung der zionistischen Untergrundorganisation Hagana wurde 1948 eingestellt. Heute befindet sich auf dem Gelände die Jugendsiedlung Hochland, eine Jugendbildungsstätte des Bezirks Oberbayern.

#### Abtretungen
Am 1. April 1950 wurde unbewohntes Gemeindegebiet zur Bildung der neuen Gemeinde Geretsried an diese abgetreten.

#### Eingemeindungen
Die Gemeinde Osterhofen wurde 1966 fast vollständig nach Königsdorf eingegliedert. Im Zuge der Gebietsreform in Bayern wurde am 1. Mai 1978 die Orte Au, Brandl, Graben, Heigl, Höfen, Pföderl, Schönrain und Schwaighofen der aufgelösten Gemeinde Schönrain nach Königsdorf eingegliedert.

### Einwohnerentwicklung
Zwischen 1988 und 2018 wuchs die Gemeinde von 2263 auf 3096 um 833 Einwohner bzw. um 36,8 %.

## Politik

### Gemeinderat
Nach der Kommunalwahl am 15. März 2020 hat der Gemeinderat 16 Mitglieder. Die Wahl brachte folgendes Ergebnis:
| Gemeinderatswahl Königsdorf 2020Wahlbeteiligung: 67,8 % 50403020100 42,9 %33,6 %23,5 % CSUUBLbFWGGewinne und Verlusteim Vergleich zu 2014 %p 12 10 8 6 4 2 0 −2 −4 −6 −8−10−12−14+10,4 %p+2,4 %p−12,7 %pCSUUBLFWGAnmerkungen:b Unabhängige Bürgerliste | Sitzverteilung im Gemeinderat Königsdorf seit 2020Insgesamt 16 Sitze - UBL: 5 - FWG: 4 - CSU: 7 |

Vorsitzender des Gemeinderates ist der Erste Bürgermeister. Dies ist seit 1. Mai 2020 Rainer Kopnicky (CSU), der mit 86,1 % der Stimmen gewählt wurde. Sein Vorgänger war von Mai 2008 bis April 2020 Anton Demmel (Freie Wähler).

### Wappen
| Wappen Gde. Königsdorf | Blasonierung: „Geteilt von Blau und Silber; oben eine goldene Laubkrone, unten ein von Schwarz und Rot geteilter Schräglinksbalken.“ |
| Wappen Gde. Königsdorf | Wappenbegründung: Die Krone stammt aus dem seit dem 17. Jahrhundert geführten Wappen des Klosters Benediktbeuern (mit drei Kronen), das 1642 die Hofmark Königsdorf von Wolf Carl von Höhenkirchen erwarb und bis zur Säkularisation 1803 die Gerichts- und Grundherrschaft ausübte. Die Krone ergibt auch ein für den Gemeindenamen Königsdorf passendes Bild. Die untere Schildhälfte zeigt das Stammwappen der Höhenkircher, eine altbayerische Adelsfamilie, die von Mitte des 14. bis Mitte des 17. Jahrhunderts die Hofmark Königsdorf innehatte. Die Feldfarben Blau und Silber weisen auf die Zugehörigkeit zum Land Bayern hin. Am 7. Dezember 1961 erhielt Königsdorf vom Bayerischen Staatsministerium des Inneren das Recht, ein Wappen zu führen. |

## Persönlichkeiten
- Jenny Jugo (1904–2001), österreichische Schauspielerin
- Eberhard Klagemann (1904–1990), Filmproduzent
- Christopher Kloeble (* 1982), Schriftsteller